# Megalepthyphantes
Megalepthyphantes Wunderlich, 1994 è un genere di ragni appartenente alla famiglia Linyphiidae.

## Distribuzione
Le quindici specie oggi note di questo genere sono state rinvenute nella regione olartica: la specie dall'areale più vasto è la L. nebulosus, reperita in svariate località dell'intera regione.

## Tassonomia
Per la determinazione delle caratteristiche della specie tipo sono tenute in considerazione le analisi sugli esemplari di Lepthyphantes nebulosus (Sundevall, 1830); pur non avendone Wunderlich fatto cenno successivamente, questo genere presumibilmente contiene il gruppo "-nebulosus", cui lo stesso Wunderlich ha dato descrizione in un suo studio del 1977.
Dal 2011 non sono stati esaminati esemplari di questo genere.
A dicembre 2012, si compone di quindici specie:
- Megalepthyphantes auresensis Bosmans, 2006 — Algeria
- Megalepthyphantes bkheitae (Bosmans & Bouragba, 1992) — Algeria
- Megalepthyphantes camelus (Tanasevitch, 1990) — Iran, Azerbaigian
- Megalepthyphantes collinus (L. Koch, 1872) — Regione paleartica
- Megalepthyphantes globularis Tanasevitch, 2011 — Turchia
- Megalepthyphantes hellinckxorum Bosmans, 2006 — Algeria
- Megalepthyphantes kandahar Tanasevitch, 2009 — Afghanistan
- Megalepthyphantes kronebergi (Tanasevitch, 1989) — Iran, dal Kazakistan alla Cina
- Megalepthyphantes kuhitangensis (Tanasevitch, 1989) — Asia centrale, Cina
- Megalepthyphantes lydiae Wunderlich, 1994 — Grecia
- Megalepthyphantes nebulosoides (Wunderlich, 1977) — Iran, Asia Centrale
- Megalepthyphantes nebulosus (Sundevall, 1830)[3] — Regione olartica
- Megalepthyphantes pseudocollinus Saaristo, 1997 — Europa, Russia, Iran
- Megalepthyphantes turkestanicus (Tanasevitch, 1989) — Turkmenistan, Afghanistan, Cina
- Megalepthyphantes turkeyensis Tanasevitch, Kunt & Seyyar, 2005 — Cipro, Turchia

### Sinonimi
- Megalepthyphantes klingelbachi (Wunderlich, 1977); trasferita dal genere Lepthyphantes Menge, 1866, e posta in sinonimia con Megalepthyphantes collinus (L. Koch, 1872) a seguito di un lavoro degli aracnologi Saaristo & Tanasevitch, 1993, sotto la denominazione Lepthyphantes occidentalis[1].
- Megalepthyphantes occidentalis (Machado, 1949); trasferita dal genere Lepthyphantes Menge, 1866, e posta in sinonimia con Megalepthyphantes collinus (L. Koch, 1872) a seguito di uno studio di Saaristo (1997a)[1].
- Megalepthyphantes xinjiangensis (Hu & Wu, 1989); posta in sinonimia con Megalepthyphantes kronebergi (Tanasevitch, 1989) a seguito di un lavoro di Tanasevitch del 1992[1].